# Bastaixos

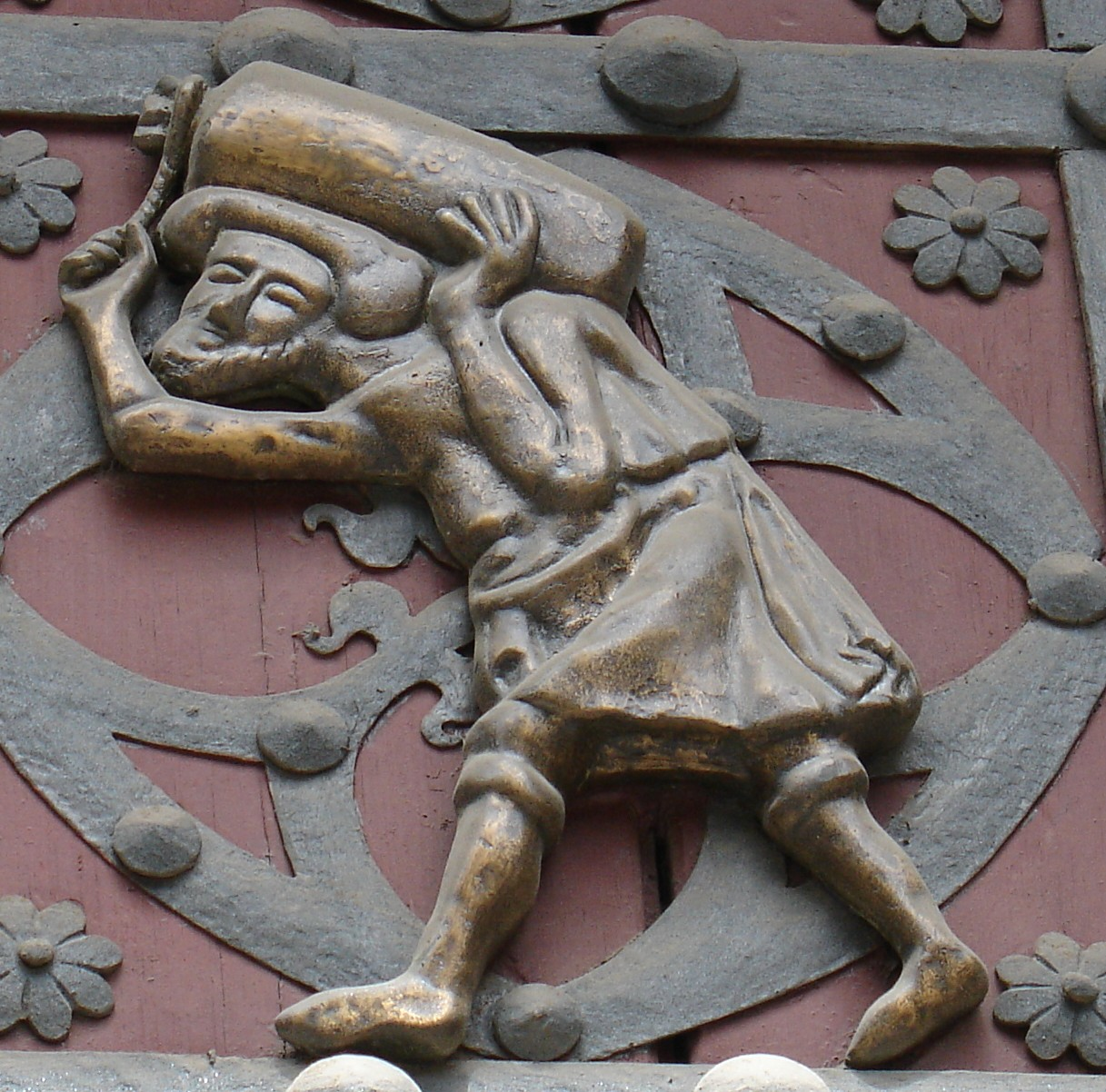
Bassorilievo raffigurante un bastaix

I bastaixos, in italiano sono "scaricatori di porto che trasportano pietre per la costruzione di edifici", lavoravano a Barcellona fra il XIII e il XV secolo.

## Storia
Inizialmente erano schiavi che lavoravano alla cava di Ribera. 
Nel primo quarto del XIV secolo, divenuti uomini liberi, istituirono una confraternita di gente umile che devolveva parte dei suoi introiti ai poveri.
Furono inoltre fra i principali contribuenti alla costruzione della Chiesa di Santa Maria del Mar trasportando le pesanti pietre dalla cava alla chiesa senza ricevere alcun compenso: per questo sono ricordati in un bassorilievo nella cattedrale.
Dalla lingua catalana, a causa della dominazione sulla Sardegna, deriva la parola bastasciu, che in lingua sarda campidanese significa facchino, scaricatore.